# Thérèse Baton
Pour les articles homonymes, voir Baton (homonymie).
Thérèse Baton (1899-1944) est une résistante française, membre du réseau Combat Zone nord. 

## Biographie
Thérèse Baton est née le 28 août 1899 à Gisors, fille du colonel Léopold O'Diette et de Madeleine Champy. Elle a épousé avant la guerre Marcel Baton (fait prisonnier en 1940).
Au printemps 1941, Henri Frenay décide de lancer un journal de la Résistance, Les Petites Ailes de France, avec l'aide de ses amis Robert Guédon et Berty Albrecht. Il aura deux éditions, l'une en zone occupée et l'autre à Lyon. En zone occupée, il est d'abord ronéotypé en mai et juin 1941, puis imprimé. C'est une équipe réunie par Maurice Jubert qui s'en occupe, dans un faux cabinet d’assurances installé au 176 quai Louis-Blériot (Paris 16e). L'équipe comprend Adzire Lindemann et sa belle-fille, Louis Durand et Thérèse Baton. Cette dernière est chargée de la diffusion. Son poste est dangereusement exposé puisqu'elle est chargée non seulement de la diffusion postale mais aussi de la confection de paquets de journaux qu'elle remet aux trente agents chargés de les distribuer en région parisienne.
Adzire Lindemann est la première arrêtée, le 30 novembre (morte d'épuisement à Ravensbrück), puis le 7 février 1942 Louis Durand (condamné à mort) et Maurice Jubert (mort en prison). Le 12 février 1942, c'est au tour de Thérèse d'être arrêtée par la Geheime Feldpolizei. Elle est emprisonnée à La Santé et se voit imposer le statut de N.N. (Nacht und Nebel, Nuit et brouillard), qui implique la mise au secret en prison. Elle est déportée le 19 février 1942 vers l'Allemagne (convoi I.24) et est internée à la prison de Trèves, puis à celle de Sarrebruck.
Le 13 octobre 1943, elle est condamnée à 10 ans de travaux forcés par le 2e sénat du Volksgerichtshof.
Le 31 décembre 1944, elle meurt d’épuisement au camp de Ravensbrück, alors que sa belle-sœur, Lucienne O'Diette, arrivée au camp avant elle, cherche vainement à la voir.

## Décorations
Elle reçoit par décret du 11 janvier 1961, à titre posthume, les décorations suivantes :
- Chevalier de la Légion d'honneur
- Croix de guerre 1939-1945
- Médaille de la Résistance française[5],[6].

## Sources
- Archives nationales.
- Musée de la Résistance et de la déportation de Besançon.
- BDIC (Nanterre).